# Belgian International 1985
Die Belgian International 1985 im Badminton fanden vom 22. bis zum 24. Februar 1985 in Ostende statt.

## Finalresultate
| Disziplin    | Sieger                               | Finalist                           | Ergebnis     |
| ------------ | ------------------------------------ | ---------------------------------- | ------------ |
| Herreneinzel | Tariq Farooq                         | Alex Meijer                        | 15:11, 15:12 |
| Dameneinzel  | Sally Podger                         | Erica van Dijck                    | 11:7, 11:2   |
| Herrendoppel | Michael Fischedick Mathias Klein     | Dennis Tjin Asjoe Frank van Dongen | 15:13, 18:17 |
| Damendoppel  | Sally Podger Lena Staxler            | Jeanette van Driel Carol Liem      | 15:5, 15:4   |
| Mixed        | Dennis Tjin Asjoe Jeanette van Driel | Frank van Dongen Erica van Dijck   | 15:10, 15:8  |